# 양주군 갑
양주군 갑은 대한민국의 옛 국회의원 선거구이다. 당시 경기도 양주군의 일부 지역을 관할했다.

## 역사
제헌 국회의원 선거를 앞두고 양주군 의정부읍, 주내면, 회천면, 이담면, 은현면, 광적면, 백석면, 장흥면, 별내면, 남면을 관할하는 선거구로 신설되었다.
1963년 1월, 양주군 의정부읍이 의정부시로 승격되었다. 또한 양주군 갑, 을 선거구가 통합되면서 의정부시·양주군 선거구를 형성하게 됨에 따라 폐지되었다.

## 역대 국회의원
| 선거   | 정당 | 정당   | 의원   |
| ------ | ---- | ------ | ------ |
| 1948년 |      | 무소속 | 김덕열 |
| 1950년 |      | 사회당 | 조시원 |
| 1954년 |      | 자유당 | 김종규 |
| 1958년 |      | 민주당 | 강영훈 |
| 1960년 |      | 민주당 | 강영훈 |
| 1960년 |      | 민주당 | 조윤형 |

## 역대 선거 결과

### 대한민국 제헌 국회의원 선거
|  | 38.12% |

|  | 32.52% |

|  | 14.01% |

|  | 8.45% |

|  | 5.16% |

|  | 1.71% |

### 대한민국 제2대 국회의원 선거
|  | 100.00% |

|  | 0% |

|  | 0% |

|  | 0% |

|  | 0% |

|  | 0% |

|  | 0% |

|  | 0% |

|  | 0% |

|  | 0% |

|  | 0% |

|  | 0% |

|  | 0% |

|  | 0% |

### 대한민국 제3대 국회의원 선거
|  | 39.14% |

|  | 23.91% |

|  | 11.76% |

|  | 11.06% |

|  | 9.37% |

|  | 4.73% |

### 대한민국 제4대 국회의원 선거
|  | 37.04% |

|  | 35.75% |

|  | 27.20% |

### 대한민국 제5대 국회의원 선거
|  | 30.61% |

|  | 16.97% |

|  | 13.83% |

|  | 12.20% |

|  | 7.75% |

|  | 6.46% |

|  | 2.84% |

|  | 2.54% |

|  | 2.45% |

|  | 1.67% |

|  | 1.62% |

|  | 1.02% |

### 1960년 대한민국 재보궐선거
강영훈 의원의 사망으로 인해 치러진 1960년 대한민국 재보궐선거에서 민주당 조윤형 후보가 당선되었다.